# 二分短蜂介
二分短蜂介（学名：Mutilus kianohybridus）为半花介科短蜂介屬下的一个种。